# Стрільба на літніх Олімпійських іграх 1960
Змагання зі стрільби на літніх Олімпійських іграх 1960 в Римі тривали з 3 до 10 вересня. Змагалися лише чоловіки. Розіграно 6 комплектів нагород.

## Медальний залік
| Дисципліна                             | Золото                  | Золото | Срібло                        | Срібло | Бронза                  | Бронза |
| -------------------------------------- | ----------------------- | ------ | ----------------------------- | ------ | ----------------------- | ------ |
| Швидкісний пістолет                    | Вільям Мак-Міллан (USA) | 587    | Пентті Лінносвуо (FIN)        | 587    | Олександр Забєлін (URS) | 587    |
| Пістолет                               | Олексій Гущин (URS)     | 560    | Махмуд Умаров (URS)           | 552    | Йошіхіса Йошікава (JPN) | 552    |
| Гвинтівка з трьох положень, 300 метрів | Губерт Гаммерер (AUT)   | 1129   | Ганс Рудольф Шпілльманн (SUI) | 1127   | Василь Борисов (URS)    | 1127   |
| Гвинтівка з трьох положень             | Віктор Шамбуркін (URS)  | 1149   | Марат Ніязов (URS)            | 1145   | Клаус Церінґер (EUA)    | 1139   |
| Гвинтівка лежачи                       | Петер Конке (EUA)       | 590    | Джеймс Енох Гілл (USA)        | 589    | Енріко Форселья (VEN)   | 587    |
| Трап                                   | Йон Думітреску (ROU)    | 192    | Галліано Россіні (ITA)        | 191    | Сергій Калінін (URS)    | 190    |

## Країни-учасниці
Змагалися 313 стрільців з 59-ти країн:
| - Аргентина (7) - Австралія (7) - Австрія (5) - Бельгія (3) - Бразилія (3) - Федерація Вест-Індії (2) - Болгарія (5) - Канада (7) - Чилі (2) - Китайський Тайбей (3) - Колумбія (3) - Чехословаччина (9) - Данія (4) - Фінляндія (8) - Франція (7) |  | - Об'єднана німецька команда (10) - Велика Британія (10) - Греція (7) - Гонконг (3) - Угорщина (10) - Індія (3) - Індонезія (1) - Іран (1) - Ізраїль (2) - Італія (9) - Японія (8) - Кенія (3) - Ліван (3) - Ліхтенштейн (2) - Люксембург (4) |  | - Малайя (2) - Мальта (2) - Мексика (6) - Монако (6) - Марокко (4) - Норвегія (6) - Пакистан (4) - Перу (10) - Філіппіни (7) - Польща (7) - Португалія (9) - Пуерто-Рико (4) - Румунія (9) - Сан-Марино (4) - Сінгапур (1) |  | - Південно-Африканська Республіка (5) - Південна Корея (3) - СРСР (10) - Іспанія (8) - Судан (3) - Швеція (8) - Швейцарія (10) - Тайланд (6) - Туніс (2) - Об'єднана Арабська Республіка (3) - США (9) - Венесуела (6) - Югославія (6) - Зімбабве (1) |

## Таблиця медалей
| Місце                | Країна                           | Золото | Срібло | Бронза | Загалом |
| -------------------- | -------------------------------- | ------ | ------ | ------ | ------- |
| 1                    | СРСР (URS)                       | 2      | 2      | 3      | 7       |
| 2                    | США (USA)                        | 1      | 1      | 0      | 2       |
| 3                    | Об'єднана німецька команда (EUA) | 1      | 0      | 1      | 2       |
| 4                    | Австрія (AUT)                    | 1      | 0      | 0      | 1       |
| 4                    | Румунія (ROU)                    | 1      | 0      | 0      | 1       |
| 6                    | Італія (ITA)                     | 0      | 1      | 0      | 1       |
| 6                    | Фінляндія (FIN)                  | 0      | 1      | 0      | 1       |
| 6                    | Швейцарія (SUI)                  | 0      | 1      | 0      | 1       |
| 9                    | Венесуела (VEN)                  | 0      | 0      | 1      | 1       |
| 9                    | Японія (JPN)                     | 0      | 0      | 1      | 1       |
| Загалом (10 збірних) | Загалом (10 збірних)             | 6      | 6      | 6      | 18      |